# Roanoke (Texas)
Roanoke ist eine Stadt im Denton County im US-Bundesstaat Texas in den Vereinigten Staaten. Das U.S. Census Bureau hat bei der Volkszählung 2020 eine Einwohnerzahl von 9665 ermittelt.

## Geografie
Die Stadt liegt im Nordosten von Texas am U.S. Highway 377, etwa drei Kilometer südlich des Grapewine Lake und hat eine Gesamtfläche von 15,6 km².

## Geschichte
Die erste Besiedlung als Garden Center, aus der später die Stadt entstand, begann 1847, als 20 Familien aus Missouri sich hier niederließen, nahe dem Zusammenfluss des Henrietta Creeks und des Denton Creeks. Nach mehreren Überflutungen wurde die Ansiedlung 1879 auf ein höheres Gelände etwa zwei Kilometer südlich verlegt und in Garden Valley umbenannt.
Als 1881 die Texas and Pacific Railroad ihre Gleise in der Nähe verlegte, zogen die Einwohner erneut um in die Nähe der Bahnstation und benannten ihre neue Ansiedlung um in Roanoke.

## Demografische Daten
Nach der Volkszählung im Jahr 2000 lebten hier 2.810 Menschen in 1.106 Haushalten und 759 Familien. Die Bevölkerungsdichte betrug 179,9 Einwohner pro km². Ethnisch betrachtet setzte sich die Bevölkerung zusammen aus 90,43 % weißer Bevölkerung, 1,35 % Afroamerikanern, 1,14 % amerikanischen Ureinwohnern, 1,07 % Asiaten, 0,07 % Bewohnern aus dem pazifischen Inselraum und 3,24 % aus anderen ethnischen Gruppen. Etwa 2,70 % waren gemischter Abstammung und 10,82 % der Bevölkerung waren spanischer oder lateinamerikanischer Abstammung.
Von den 1.106 Haushalten hatten 38,1 % Kinder unter 18 Jahre, die im Haushalt lebten. 56,3 % davon waren verheiratete, zusammenlebende Paare. 8,7 % waren allein erziehende Mütter und 31,3 % waren keine Familien. 26,6 % aller Haushalte waren Singlehaushalte und in 4,1 % lebten Menschen, die 65 Jahre oder älter waren. Die Durchschnittshaushaltsgröße betrug 2,54 und die durchschnittliche Größe einer Familie belief sich auf 3,11 Personen.
28,3 % der Bevölkerung waren unter 18 Jahre alt, 10,2 % von 18 bis 24, 38,6 % von 25 bis 44, 17,4 % von 45 bis 64, und 5,4 % die 65 Jahre oder älter waren. Das Durchschnittsalter war 31 Jahre. Auf 100 weibliche Personen aller Altersgruppen kamen 101,4 männliche Personen. Auf 100 Frauen im Alter von 18 Jahren und darüber kamen 98,1 Männer.
Das jährliche Durchschnittseinkommen eines Haushalts betrug 48.107 USD, das Durchschnittseinkommen einer Familie 58.833 USD. Männer hatten ein Durchschnittseinkommen von 37.845 USD gegenüber den Frauen mit 30.920 USD. Das Prokopfeinkommen betrug 22.051 USD. 4,5 % der Bevölkerung und 2,5 % der Familien lebten unterhalb der Armutsgrenze. Davon waren 2,1 % Kinder und Jugendliche unter 18 Jahren und 2,1 % waren 65 oder älter.